# حسن تفتیان
حسن تفتیان (زادهٔ ۱۴ اردیبهشت ۱۳۷۲) دوندهٔ دو سرعت اهل ایران است. او هم‌اکنون سریع‌ترین دوندهٔ ایران و رکورددار دوِ ۱۰۰ متر ایران با ۹:۸۸ ثانیه شناخته می‌شود (بازی‌های اسلامی قونیه)؛ اما به‌علت اینکه سرعت وزش باد از حد استاندارد بیشتر بوده، این رکورد هرگز به‌صورت رسمی ثبت نشده است.

## رکوردها
حسن تفتیان در مسابقات لیگ الماس پاریس در مادهٔ ۱۰۰ متر، با ثبت زمان ۹:۸۸ ثانیه، ضمن کسب عنوان برتری و شکستن رکورد ملی ایران، سهمیهٔ حضور در بازی‌های المپیک ۲۰۲۰ توکیو را کسب کرد.
او در جریان مسابقات قهرمانی دوومیدانی داخل سالن آسیا با ثبت زمان ۶٫۵۱ ضمن کسب عنوان برتری و شکستن رکورد ملی ایران مدال طلای این دوره از رقابت‌ها را از ان خود کرد. پیشتر نیز رکورد ملی این ماده با زمان ۱۰٫۱۰ ثانیه در اختیار خود او بود.
پیش از حسن تفتیان، رکورددار ۱۰۰ متر ایران رضا قاسمی، با زمان ۱۰٫۱۴ ثانیه (در مسابقات دوومیدانی جام کازانف قزاقستان) بود.رکورد تفتیان در دو ۲۰۰ متر ۲۰٫۷۲ ثانیه (سال ۲۰۱۵، تهران) است. او همچنین در مسابقات دو ۱۰۰ متر، پانزدهمین دورهٔ مسابقات دوومیدانی قهرمانی جهان، توانست برای اولین بار در تاریخ ایران، به مرحلهٔ نیمه‌نهایی این رشته راه پیدا کند.

## سفیر یوزپلنگ ایرانی
در سال ۱۳۹۰ انجمن حمایت از یوزپلنگ ایرانی سریعترین مرد ایران و سریعترین دونده آسیا را به‌عنوان سفیر یوزپلنگ ایرانی انتخاب کرد تا تفتیان در راستای اطلاع‌رسانی به مردم سراسر ایران در خصوص در معرض خطر بودن این حیوان، به یاری آن‌ها بشتابد.

## المپیک ۲۰۱۶
تفتیان در دور مقدماتی ۱۰۰ متر با ثبت زمان ۱۰٫۱۷ در گروه خود سوم شد و به‌عنوان بهترین‌های ردهٔ سوم در گروه‌های هشت‌گانه برای اولین بار در تاریخ ایران به نیمه‌نهایی المپیک صعود کرد.

## المپیک ۲۰۲۰ توکیو
حسن تفتیان در مرحله اول مسابقات دو ۱۰۰ متر المپیک توکیو در گروه ششم کار خود را آغاز کرد. در این مرحله از رقابت‌ها، تفتیان با کسب رکورد ۱۰٬۱۹ به مقام چهارم دست یافت. با توجه به اینکه از هر گروه سه نفر مستقیماً به دور نیمه‌نهایی صعود می‌کنند، سه نفر از بهترین نفرات چهارم به لحاظ رکورد در هفت گروه به دور بعدی صعود کردند. حسن تفتیان، ملی‌پوش دوی ۱۰۰ متر کشورمان با توجه به زمان‌های ثبت‌شدهٔ سایر گروه‌ها از صعود به نیمه‌نهایی رقابت‌های المپیک ۲۰۲۰ بازماند.

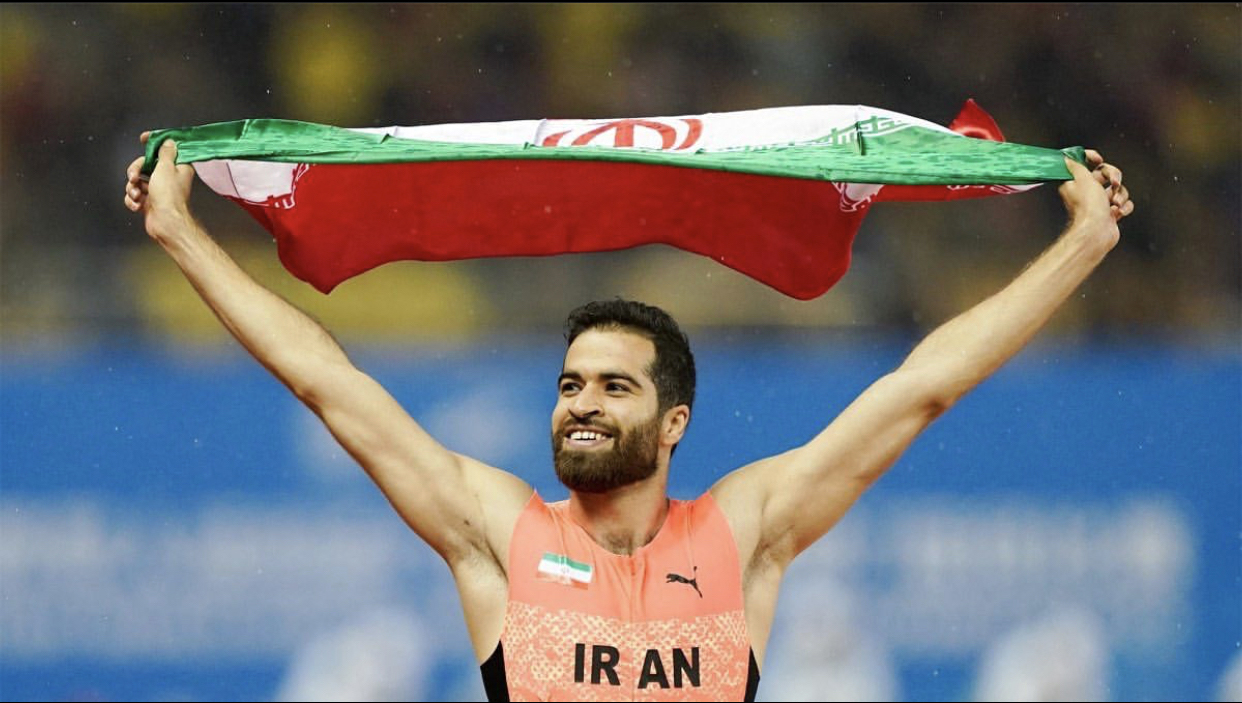
تفتیان در المپیک تابستانی ۲۰۲۰ توکیو

## قهرمانی آسیا
تفتیان در بیست و دومین دوره رقابت‌های دو و میدانی قهرمانی آسیا، در بهبنیسور هند در ۱۰۰ متر قهرمان آسیا شد. او در نیمه‌نهایی رکورد ۱۰٫۳۵ ثانیه را ثبت، و در فینال با رکورد ۱۰٫۲۵ مدال طلا را از آن خود کرد.

## خانواده
در شهر تربت حیدریه استان خراسان رضوی به‌عنوان فرزند کوچک‌تر خانواده با دو برادر و یک خواهر بزرگ‌تر از خود به دنیا آمده و در مقطع دبیرستان رشتهٔ علوم تجربی خوانده است.

## تندیس حسن تفتیان

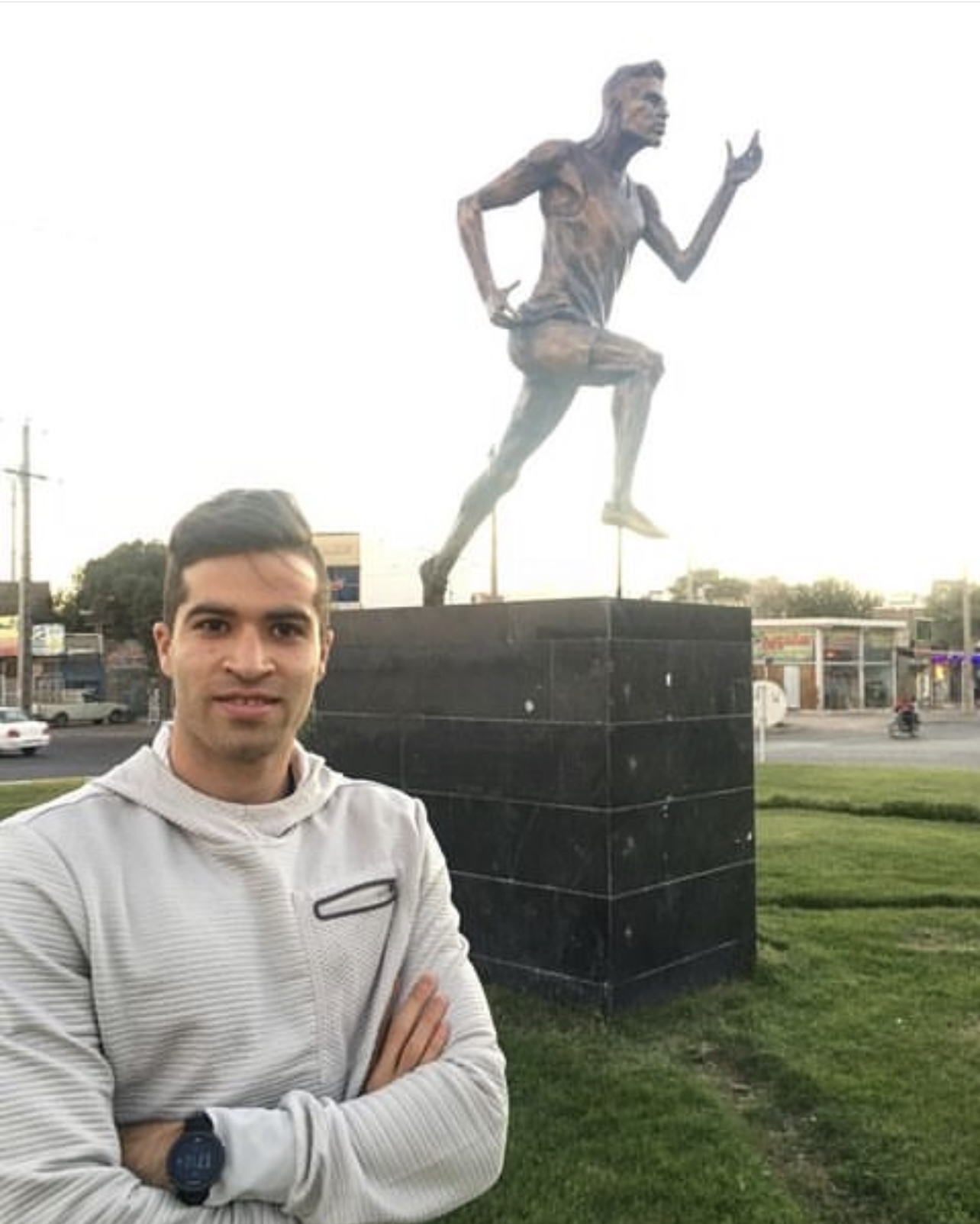
تفتیان در کنار تندیس خود در تربت حیدریه

در شهریورماه سال ۱۳۹۵، با تصویب شورای شهرستان تربت حیدریه، تندیس حسن تفتیان در ورزشگاه تختی تربت حیدریه و سپس در یکی از میدان‌های اصلی این شهر نصب شد.

## بین‌الملی
| سال           | مسابقه                                      | محل برگزاری        | مقام          | رویداد        | توضیحات       |
| نماینده ایران | نماینده ایران                               | نماینده ایران      | نماینده ایران | نماینده ایران | نماینده ایران |
| ------------- | ------------------------------------------- | ------------------ | ------------- | ------------- | ------------- |
| ۲۰۰۹          | بازی‌های آسیایی جوانان                       | سنگاپور            | ۶ام           | ۱۰۰ متر       | ۱۱٫۲۷         |
| ۲۰۱۰          | مسابقات قهرمانی دو و میدانی جوانان آسیا     | هانوی              | دوم           | ۱۰۰ متر       | ۱۰٫۸۱         |
| ۲۰۱۰          | مسابقات قهرمانی دو و میدانی جوانان جهان     | مونکتون            | ۱۹ام (sf)     | ۱۰۰ متر       | ۱۰٫۸۹         |
| ۲۰۱۲          | مسابقات قهرمانی دو و میدانی جوانان آسیا     | کلمبو              | اول           | ۱۰۰ متر       | ۱۰٫۴۹         |
| ۲۰۱۲          | مسابقات قهرمانی دو و میدانی جوانان آسیا     | کلمبو              | سوم           | ۲۰۰ متر       | ۲۱٫۶۰         |
| ۲۰۱۲          | مسابقات قهرمانی دو و میدانی جوانان جهان     | بارسلون            | نهم (sf)      | ۱۰۰ متر       | ۱۰٫۴۶         |
| ۲۰۱۳          | مسابقات دو و میدانی قهرمانی آسیا            | پونا (شهر)         | ۸ام           | ۱۰۰ متر       | ۱۰٫۵۴         |
| ۲۰۱۳          | مسابقات جهانی دو و میدانی ۲۰۱۳              | مسکو               | ۴۸ام (h)      | ۱۰۰ متر       | ۱۰٫۵۷         |
| ۲۰۱۴          | مسابقات دو و میدانی داخل سالن جهان          | سوپوت              | ۱۹ام (sf)     | ۶۰ متر        | ۶٫۶۷          |
| ۲۰۱۴          | دو و میدانی در بازی‌های آسیایی ۲۰۱۴          | اینچئون            | ۱۰ام (sf)     | ۱۰۰ متر       | ۱۰٫۵۰         |
| ۲۰۱۴          | دو و میدانی در بازی‌های آسیایی ۲۰۱۴          | اینچئون            | ۸ام           | ۲۰۰ متر       | ۲۱٫۲۴         |
| ۲۰۱۵          | مسابقات جهانی دو و میدانی ۲۰۱۵              | پکن                | ۲۰ام (sf)     | ۱۰۰ متر       | ۱۰٫۲۰         |
| ۲۰۱۶          | مسابقات دو و میدانی داخل سالن آسیا          | دوحه               | اول           | ۶۰ متر        | ۶٫۵۶          |
| ۲۰۱۶          | دو و میدانی در بازی‌های المپیک تابستانی ۲۰۱۶ | ریو دو ژانیرو      | ۲۲ام (sf)     | ۱۰۰ متر       | ۱۰٫۲۳         |
| ۲۰۱۷          | بازی‌های همبستگی کشورهای اسلامی              | باکو               | ۸ام           | ۱۰۰ متر       | ۱۱٫۹۹         |
| ۲۰۱۷          | مسابقات دو و میدانی قهرمانی آسیا            | بوبانسور           | اول           | ۱۰۰ متر       | ۱۰٫۲۵         |
| ۲۰۱۷          | مسابقات دو و میدانی قهرمانی آسیا            | بوبانسور           | دهم (sf)      | ۲۰۰ متر       | ۲۱٫۱۸         |
| ۲۰۱۷          | مسابقات جهانی دو و میدانی ۲۰۱۷              | لندن، بریتانیا     | ۳۴ام (h)      | ۱۰۰ متر       | ۱۰٫۳۴         |
| ۲۰۱۷          | بازی‌های آسیایی داخل سالن و هنرهای رزمی      | عشق‌آباد، ترکمنستان | اول           | ۶۰ متر        | ۶٫۵۵          |
| ۲۰۱۸          | مسابقات دو و میدانی داخل سالن آسیا          | تهران              | اول           | ۶۰ متر        | ۶٫۵۱          |
| ۲۰۱۸          | مسابقات دو و میدانی داخل سالن جهان          | بیرمنگام، بریتانیا | ۵ام           | ۶۰ متر        | ۶٫۵۳          |
| ۲۰۱۸          | دو و میدانی در بازی‌های آسیایی ۲۰۱۸          | جاکارتا            | ۶ام           | ۱۰۰ متر       | ۱۰٫۱۹         |
| ۲۰۱۸          | دو و میدانی در بازی‌های آسیایی ۲۰۱۸          | جاکارتا            | ۱۴ام (sf)     | ۲۰۰ متر       | ۲۱٫۴۷         |
| ۲۰۱۹          | مسابقات دو و میدانی قهرمانی آسیا            | دوحه               | ۷ام (sf)      | ۱۰۰ متر       | ۱۰٫۲۵1        |

1در فینال حضور نیافت
- sf = نیمه‌نهایی